# ليوبولدو كانو
ليوبولدو كانو (بالإسبانية: Leopoldo Cano)‏ هو كاتب وشاعر إسباني، ولد في 13 نوفمبر 1844 في بلد الوليد في إسبانيا، وتوفي في 1934 في مدريد في إسبانيا.